# Аруба на Летњим олимпијским играма 1996.
Аруба је учествовала на Олимпијским играма 1996. одржаним у Атлантиу, од 20. јула до 4. августа. Ово је било треће учешће Арубе на олимпијским играма. Први пут су се појавили 1988. у Сеулу.
Учествовали су са тројицом спортиста у три индивидуална спорта.
На свечаној церемонији отварања заставу Арубе носио је дизач тегова Јуниор Фаро, најмлађи члан екипе са 18. година и 18 дана.
И после ових игара Аруба је остала у групи земаља које нису освајале ниједну олимпијску медаљу.

## Учесници по спортовима
| Спорт         | Мушкарци | Жене | Укупно |
| ------------- | -------- | ---- | ------ |
| Атлетика      | 1        | 0    | 1      |
| Бициклизам    | 1        | 0    | 1      |
| Дизање тегова | 1        | 0    | 1      |
| Укупно(3)     | 3        | 0    | 3      |

## Резултати по дисциплинама

### Атлетика

#### Мушкарци
| Атлетичар     | Дисциплина | Лични рекорд | Групе    | Групе      | Четвртфинале         | Четвртфинале         | Полуфинале           | Полуфинале           | Финале               | Финале       | Детаљи |
| Атлетичар     | Дисциплина | Лични рекорд | Резултат | Место      | Резултат             | Место                | Резултат             | Место                | Резултат             | Место        | Детаљи |
| ------------- | ---------- | ------------ | -------- | ---------- | -------------------- | -------------------- | -------------------- | -------------------- | -------------------- | ------------ | ------ |
| Мигуел Јансен | 200 м      | 20,59        | 21,72    | 7 у гр. 10 | Није се квалификовао | Није се квалификовао | Није се квалификовао | Није се квалификовао | Није се квалификовао | 71 / 78 (81) |        |

### Бициклизам
Представник Арубе Lucien Dirksz такмичио се у друмскок трци, коју није завршио.

## Дизање тегова
Мушкарци
| Такмичар    | Дисциплина | Тежина | Трзај | Избачај | Укупно | Пласман | Детаљи |
| ----------- | ---------- | ------ | ----- | ------- | ------ | ------- | ------ |
| Јуниор Фаро | до 76 кг   | 75.95  | 112,5 | 137,5   | 250,0  | 21/24   |        |